# 石梁县
石梁县 北周改东晋，南朝侨置的南沛郡沛县为石梁县，属于方州石梁郡。治所在今安徽天长西石梁镇。

## 历史
- 隋大业初改名永福县